# Córki Bożej Miłości
Córki Bożej Miłości, Zgromadzenie Córek Bożej Miłości (łac. Congregatio Filiarum Divinae Caritatis) – żeńskie zgromadzenie zakonne założone w 1868 roku w Wiedniu przez Franciszkę Lechner, działające współcześnie w 18 krajach na 4 kontynentach. Do zgromadzenia należy ponad 1200 sióstr, w tym ponad 200 pracuje w polskich placówkach.

## Historia

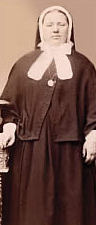
Franciszka Lechner

Zgromadzenie Córek Bożej Miłości powstało jako realizacja pragnienia założycielki – Franciszki Lechner, do służenia innym. Już znacznie wcześniej zanim założyła zgromadzenie prowadziła życie zakonne, a przebywając w Zgromadzeniu Ubogich Sióstr Szkolnych De Notre Dame w Monachium skupiała swą uwagę na pomocy potrzebującym. W 1865 roku podjęła w Szwajcarii współpracę z ks. Johannem Fidelem De Pozzo, mającą na celu utworzenie stowarzyszenia dobroczynnego. Ostatecznie jednak w 1868 roku założyła zgromadzenie zakonne obierając dla niego regułę św. Augustyna.
Działalność zgromadzenia ukierunkowana była na pracę charytatywno-wychowawczą. Siostry ze zgromadzenia opiekowały się głównie zagrożoną młodzieżą żeńską przybywającą ze wsi do wielkich miast w poszukiwaniu pracy. W odpowiedzi na ówczesne potrzeby społeczne w zgromadzeniu otwierane były tak zwane Zakłady lub Instytuty Marii, w których dziewczęta były bezpłatnie przygotowywane do zawodu służącej. Założycielka zgromadzenia swą wielką gorliwością apostolską otaczała również sieroty i ubogich. 
Szczególne miejsce w pracy zgromadzenia miało również nauczanie i wychowywanie dzieci i młodzieży na poziomie elementarnym i średnim. Ten ważny kierunek działalności zgromadzenia (będący również kierunkiem życia Matki Franciszki) wyrażony był w haśle: „Wszystko dla Boga, dla biednych, dla naszego Zgromadzenia”. 
Działalność zgromadzenia do śmierci Matki Franciszki obejmowała w zasadzie teren ówczesnych Austro-Węgier. Domy Zgromadzenia powstawały na terenach współczesnych Węgier, Austrii, Czech, Słowacji, Bośni oraz Polski. Dopiero od roku 1913 zaczęły powstawać placówki w Stanach Zjednoczonych i w Anglii, a w 1920 roku utworzono pierwszy dom w Brazylii. W 1919 roku doszło do pierwszego podziału zgromadzenia na prowincje.
15 grudnia 1941 r. serbscy czetnicy zamordowali w Goražde w Bośni pięć sióstr (2 Chorwatki, 2 Słowenki i 1 Austriaczkę) z klasztoru zgromadzenia w Pale. Nazwane Drińskimi Męczennicami zostały one beatyfikowane 24 września 2011 r. w Sarajewie. 

## Zasady życia zakonnego
Zgodnie z intencją założycielki siostry żyją zgodnie z regułą św. Augustyna. Misją zgromadzenia jest unaocznianie miłości Bożej przez życie zakonne i pracę. Oznacza to bezinteresowną, wielkoduszną miłość bliźniego oraz niesienie pomocy potrzebującym.
Zgromadzenie szczególnym kultem obdarza Trójcę Przenajświętszą, Eucharystię oraz wizerunek Maryi Matki Trzykroć Przedziwnej.

## Działalność
Obecnie Zgromadzenie Córek Bożej Miłości prowadzi działalność zainicjowaną przez założycielkę. Oprócz tego prowadzona jest także działalność pastoralna i misyjna. Zakonnice włączają się w pracę parafialną jako kancelistki, zakrystianki, organistki, bibliotekarki, katechetki, organizują rekolekcje, dni skupienia, posługują w duszpasterstwie powołań, w instytucjach kościelnych, w sanktuariach.
Obecnie ponad 1200 Córek Bożej Miłości pracuje: w Austrii, Albanii, Anglii, Ameryce Północnej, Boliwii, Bośni i Hercegowinie, Brazylii, Czechach, Chorwacji, Niemczech, Polsce, Słowacji, Kosowie, Ugandzie, Ekwadorze, Szwajcarii, Włoszech i na Węgrzech. 

## Córki Bożej Miłości w Polsce
Pierwsze polskie placówki zgromadzenia powstały na terenie zaboru austriackiego. Były to:  klasztor świętej Hildegardy w Białej Krakowskiej (zał. 1885), Instytut Marii w Krakowie (1886) i klasztor Villa Providentiae na Woli Justowskiej k. Krakowa (1913). Wszystkie te domy stanowiły własność Zgromadzenia. Po upadku Austro-Węgier i po zmianie granic, placówki te utworzyły odrębną prowincję polską. Dom prowincjalny otwarto w Krakowie, a jego pierwszą przełożoną była matka Ludwika Binder (1856-1944). Następne domy powstały w Pabianicach (1919), Pleszowie (1930), Wilkowicach (1930) i Jastrzębiu-Zdroju (1939). We wszystkich tych domach siostry poświęcały się działalności oświatowo-opiekuńczej. W 1984 r. siostry przejęły Dom Pomocy dla Osób Niepełnosprawnych w Prusach w zamian za budynki w Pleszowie. O ile jednak wcześniej pracowały głównie w szkołach i instytucjach prowadzonych przez zgromadzenie, o tyle nowością było podjęcie pracy katechetycznej w szkołach powszechnych. Po II wojnie światowej powstały kolejne domy np. w Bytomiu, Wojsce, Pilchowicach, Katowicach, Witowie, Krynicy, Lublinie czy Warszawie. Siostry podjęły też posługi w narodowym sanktuarium na Jasnej Górze. W 2022 w Polsce zgromadzenie liczyło ponad 200 sióstr skupionych w 17 domach zakonnych, Ponadto siostry z polskiej prowincji pracowały w 9 placówkach poza Polską, w tym w Niemczech, Włoszech, Boliwii i Argentynie oraz na Ukrainie (ochronka dla dzieci w Jasionowcach k. Złoczowa).  
Najbardziej znaną członkinią polskiej prowincji jest siostra Anastazja Pustelnik, autorka książek kulinarnych.  